# Hell's Kitchen Mỹ (Mùa 21)
Mùa thứ 21 của loạt chương trình truyền hình thực tế cạnh tranh của Mỹ Hell's Kitchen (có tựa đề là Hell's Kitchen: Trận chiến thế hệ (Battle of the Ages)) được công chiếu lần đầu trên Fox vào ngày 29 tháng 9 năm 2022 và kết thúc vào ngày 9 tháng 2 năm 2023. Gordon Ramsay trở lại với tư cách là người dẫn chương trình và bếp trưởng, trong khi người chiến thắng mùa 10 Christina Wilson trở lại để phục vụ với tư cách là phụ bếp của đội đỏ và á quân mùa bảy Jason Santos trở lại làm phụ bếp cho đội xanh.

## Sản xuất
Vào ngày 1 tháng 2 năm 2022, có thông báo rằng loạt chương trình đã được làm mới cho mùa thứ 21 và 22. Quá trình ghi hình cho phần này bắt đầu vào tháng 1 năm 2022, đây là phần đầu tiên của Hell's Kitchen được quay sau khi đại dịch COVID-19 bắt đầu. Vào ngày 6 tháng 6 năm 2022, có thông báo rằng mùa thứ 21 sẽ ra mắt vào ngày 29 tháng 9 năm 2022.

## Các đầu bếp
Mười tám đầu bếp tranh tài trong mùa 21. Lần thứ ba trong lịch sử của chương trình (sau mùa một và 18), các đầu bếp không được phân chia theo giới tính vào đầu mùa. Thay vào đó, họ được chia theo độ tuổi, với "Độ tuổi 20" thuộc đội đỏ và "Độ tuổi 40" thuộc đội xanh. Bắt đầu từ cuối tập thứ ba, các đội được chia theo giới tính, với nữ ở đội đỏ và nam ở đội xanh.

### "Độ tuổi 20"
| Thí sinh                 | Tuổi | Nghề nghiệp          | Quê nhà                 | Kết quả                                    |
| ------------------------ | ---- | -------------------- | ----------------------- | ------------------------------------------ |
| Dafne Mejia              | 29   | Bếp trưởng điều hành | Los Angeles, California | Á Quân                                     |
| Alejandro Najar          | 28   | Bếp trưởng           | Barberton, Ohio         | Bị loại trong trận Chung kết               |
| Sommer Sellers           | 24   | Lead line cook       | Brooklyn, New York      | Bị loại sau buổi phục vụ thứ mười một      |
| Cheyenne Nichols         | 21   | Bếp phó              | Spencer, Ohio           | Bị loại sau buổi phục vụ thứ mười          |
| Sakari Smithwick         | 27   | Pop-up chef          | Amityville, New York    | Bị loại trước khi nhận Áo khoác Đen        |
| Brett Binninger-Schwartz | 24   | Bếp trưởng điều hành | Dublin, Ohio            | Bị loại sau buổi phục vụ thứ chín          |
| Vlad Briantsev           | 26   | Bếp phó              | Chicago, Illinois       | Bị loại sau buổi phục vụ thứ bảy           |
| Ileana D'Silva           | 23   | Bếp phó              | Gloucester, Virginia    | Bị loại sau thử thách "Cook for your life" |
| Alyssa Osinga            | 23   | Bếp trưởng điều hành | Chicago, Illinois       | Bị loại sau buổi phục vụ thứ năm           |

### "Độ tuổi 40"
| Thí sinh         | Tuổi | Nghề nghiệp           | Quê nhà                 | Kết quả                             |
| ---------------- | ---- | --------------------- | ----------------------- | ----------------------------------- |
| Alex Belew       | 40   | Chủ nhà hàng cũ       | Murfreesboro, Tennessee | Quán Quân                           |
| Tara Ciannella   | 41   | Đầu bếp/phục vụ riêng | Congers, New York       | Bị loại trước khi nhận Áo khoác Đen |
| Abe Sanchez      | 41   | Bếp trưởng điều hành  | Houston, Texas          | Bị loại sau buổi phục vụ thứ tám    |
| Mindy Livengoo   | 42   | Phục vụ               | Liberty Township, Ohio  | Bị loại sau buổi phục vụ thứ sáu    |
| Billy Trudsoe    | 40   | Bếp trưởng            | Melbourne, Florida      | Bị loại sau buổi phục vụ thứ năm    |
| Nicole Gomez     | 46   | Đầu bếp riêng         | Los Angeles, California | Bị loại sau buổi phục vụ thứ ba     |
| O'Shay Lolley    | 44   | Bếp trưởng điều hành  | New Castle, Delaware    | Bị loại sau buổi phục vụ thứ hai    |
| Zeus Gordiany    | 48   | Bếp trưởng điều hành  | Milford, Delaware       | Bị loại sau buổi phục vụ đầu tiên   |
| Charlene Sherman | 40   | Đầu bếp riêng         | Worland, Wyoming        | Bị loại sau buổi phục vụ đầu tiên   |

## Tiến độ thí sinh
| Thứ hạng | Đầu bếp  | Đầu bếp  | Đầu bếp   | Đầu bếp   | Đội gốc   | Đội gốc   | Đội gốc | Đội Nam và Nữ | Đội Nam và Nữ | Đội Nam và Nữ | Đội Nam và Nữ | Đội Nam và Nữ | Chuyển đội | Chuyển đội | Đội Nam và Nữ | Cá nhân | Cá nhân | Cá nhân | Chung kết | Chung kết |
| Thứ hạng | Đầu bếp  | Đầu bếp  | Đầu bếp   | Đầu bếp   | 2101/2102 | 2101/2102 | 2103    | 2104          | 2105          | 2106          | 2107          | 2108          | 2109       | 2110       | 2111          | 2112    | 2113    | 2114    | 2115      | 2116      |
| -------- | -------- | -------- | --------- | --------- | --------- | --------- | ------- | ------------- | ------------- | ------------- | ------------- | ------------- | ---------- | ---------- | ------------- | ------- | ------- | ------- | --------- | --------- |
| 1        |          |          |           | Alex      | BoB       | THUA      | THUA    | THẮNG         | THUA          | THUA          | THẮNG         | NOM           | THUA       | THUA       | THẮNG         | IN      | IN      | IN      | IN        | QUÁN QUÂN |
| 2        |          |          |           | Dafne     | NOM       | THẮNG     | THẮNG   | THUA          | THẮNG         | THUA          | THẮNG         | IN            | THUA       | THẮNG      | NOM           | IN      | NOM     | IN      | IN        | Á QUÂN    |
| 3        |          |          | Alejandro | Alejandro | BoB       | THẮNG     | THẮNG   | THẮNG         | NOM           | THUA          | THẮNG         | NOM           | NOM        | THUA       | NOM           | IN      | IN      | IN      | LOẠI      |           |
| 4        |          |          | Sommer    | Sommer    | IN        | THẮNG     | THẮNG   | THUA          | THẮNG         | NOM           | THẮNG         | IN            | THUA       | THẮNG      | BoB           | IN      | IN      | LOẠI    |           |           |
| 5        |          |          | Cheyenne  | Cheyenne  | IN        | THẮNG     | THẮNG   | THUA          | THẮNG         | THUA          | THẮNG         | IN            | THUA       | THẮNG      | THẮNG         | IN      | LOẠI    |         |           |           |
| 6        |          | Tara     | Tara      | Tara      | IN        | THUA      | THUA    | THUA          | THẮNG         | THUA          | THẮNG         | NOM           | NOM        | THẮNG      | NOM           | LOẠI    |         |         |           |           |
| 7        |          | Sakari   | Sakari    | Sakari    | IN        | THẮNG     | THẮNG   | THẮNG         | THUA          | THUA          | NOM           | IN            | THUA       | NOM        | BoB           | LOẠI    |         |         |           |           |
| 8        |          |          |           | Brett     | IN        | THẮNG     | THẮNG   | THẮNG         | THUA          | THUA          | THẮNG         | IN            | NOM        | THẮNG      | LOẠI          |         |         |         |           |           |
| 9        | Abe      | Abe      | Abe       | Abe       | IN        | THUA      | THUA    | THẮNG         | THUA          | NOM           | NOM           | IN            | THUA       | LOẠI       |               |         |         |         |           |           |
| 10       |          | Vlad     | Vlad      | Vlad      | IN        | THẮNG     | THẮNG   | THẮNG         | NOM           | THUA          | THẮNG         | NOM           | LOẠI       |            |               |         |         |         |           |           |
| 11       | Ileana   | Ileana   | Ileana    | Ileana    | NOM       | THẮNG     | THẮNG   | THUA          | THẮNG         | THUA          | NOM           | LOẠI          |            |            |               |         |         |         |           |           |
| 12       |          | Mindy    | Mindy     | Mindy     | IN        | THUA      | THUA    | NOM           | THẮNG         | THUA          | LOẠI          |               |            |            |               |         |         |         |           |           |
| 13       | Alyssa   | Alyssa   | Alyssa    | Alyssa    | IN        | THẮNG     | THẮNG   | NOM           | THẮNG         | LOẠI          |               |               |            |            |               |         |         |         |           |           |
| 14       | Billy    | Billy    | Billy     | Billy     | NOM       | NOM       | THUA    | THẮNG         | NOM           | LOẠI          |               |               |            |            |               |         |         |         |           |           |
| 15       |          | Nicole   | Nicole    | Nicole    | IN        | THUA      | NOM     | LOẠI          |               |               |               |               |            |            |               |         |         |         |           |           |
| 16       | O'Shay   | O'Shay   | O'Shay    | O'Shay    | NOM       | THUA      | LOẠI    |               |               |               |               |               |            |            |               |         |         |         |           |           |
| 17       | Zeus     | Zeus     | Zeus      | Zeus      | IN        | LOẠI      |         |               |               |               |               |               |            |            |               |         |         |         |           |           |
| 18       | Charlene | Charlene | Charlene  | Charlene  | IN        | LOẠI      |         |               |               |               |               |               |            |            |               |         |         |         |           |           |

| Từ khóa - THẮNG = Thắng buổi phục vụ tối - THUA = Thua buổi phục vụ tối - BoB = Best of the Best, thường được miễn đề cử - BoW = Best of the Worst, đôi khi được miễn đề cử - IN = không được đề cử để loại bỏ - NOM = đề cử loại bỏ - LOẠI = loại bỏ bình thường - RỜI = Rời khỏi cuộc thi - HOSP = loại bỏ do nhập viện - EJEC = loại bỏ trong quá trình phục vụ | Chú thích màu Đầu bếp bị loại sau đề cử thường xuyên Đầu bếp bị loại sau đề cử của Ramsay Đầu bếp bị loại mà không được đề cử Đầu bếp bị loại trong quá trình phục vụ Đầu bếp rút khỏi cuộc thi Đầu bếp là Best of the Best/Worst Đầu bếp được giữ lại sau khi đề cử thường xuyên Đầu bếp được giữ lại sau đề cử của Ramsay Đề cử của đầu bếp đã bị hủy bỏ Người chiến thắng của Hell's Kitchen Á quân của Hell's Kitchen |

Ghi chú
1. 1 2 3 4  Đầu bếp tham gia thử thách "Cook for your life"
2. 1 2 3 4  Đầu bếp được BoB (Best of the Best) đề cử là một trong những người yếu nhất trong thử thách "Cánh gà"
3. ↑  Đầu bếp bị loại trong thử thách "Cook for your life"

## Các tập
| TT. tổng thể | TT. trong mùa phim | Tiêu đề                                           | Ngày phát hành gốc   | Mã sản xuất |
| ------------ | ------------------ | ------------------------------------------------- | -------------------- | ----------- |
| 315          | 1                  | "Trận chiến bắt đầu"                              | 29 tháng 9 năm 2022  | HK-2101     |
| 316          | 2                  | "Sáng tạo với cánh gà"                            | 6 tháng 10 năm 2022  | HK-2102     |
| 317          | 3                  | "Leo lên hàng đầu"                                | 13 tháng 10 năm 2022 | HK-2103     |
| 318          | 4                  | "Trượt xuống Địa Ngục"                            | 20 tháng 10 năm 2022 | HK-2104     |
| 319          | 5                  | "Bữa sáng 911"                                    | 27 tháng 10 năm 2022 | HK-2105     |
| 320          | 6                  | "Cho đến khi đầu bếp chia cắt chúng ta"           | 10 tháng 11 năm 2022 | HK-2105     |
| 321          | 7                  | "Cách nấu cải xanh"                               | 17 tháng 11 năm 2022 | HK-2107     |
| 322          | 8                  | "Cuộc chơi bắt đầu!"                              | 1 tháng 12 năm 2022  | HK-2108     |
| 323          | 9                  | "Lễ hội Thịt HK"                                  | 8 tháng 12 năm 2022  | HK-2109     |
| 324          | 10                 | "Nâng tầm taco"                                   | 5 tháng 1 năm 2023   | HK-2109     |
| 325          | 11                 | "Cuộc thi Bịt Mắt Đoán Vị thường niên lần thứ 21" | 12 tháng 1 năm 2023  | HK-2111     |
| 326          | 12                 | "Cái quái gì ở Nhà Bếp Địa Ngục thế này?"         | 19 tháng 1 năm 2023  | HK-2112     |
| 327          | 13                 | "Bộ Ngũ Siêu Đẳng bay cao"                        | 26 tháng 1 năm 2023  | HK-2113     |
| 328          | 14                 | "Ánh sáng, máy quay, phá hoại!"                   | 2 tháng 2 năm 2023   | HK-2114     |
| 329          | 15                 | "Chung kết của các thế hệ, phần 1"                | 9 tháng 2 năm 2023   | HK-2115     |
| 330          | 16                 | "Vòng chung kết của Trận chiến Thế hệ, phần 2"    | 9 tháng 2 năm 2023   | HK-2116     |